# Anthurium alcatrazense
Anthurium alcatrazense là một loài thực vật có hoa trong họ Ráy (Araceae). Loài này được Nadruz & Cath. mô tả khoa học đầu tiên năm 2008.